# Theodor Sichelbarth
Johann Theodor Sichelbarth (begraben am 2. Juni 1710 in Platten) war ein kaiserlicher Grenzzolleinnehmer und Ungeldbereiter des Egerer Quartieres, Stadtschreiber und Stadtrichter, Schulmeister und Kantor sowie Gelehrter, Dichter und Poetiker.

## Leben
Über Sichelbarths Herkunftsort und früheren Lebensweg ist nichts bekannt, außer dass er Philosophie studierte und das Studium mit dem Akademischen Grad eines Bakkalaureus abschloss. Im Jahre 1669 nahm er dann in der böhmischen Bergstadt Platten im Erzgebirge die Stelle als Stadtschreiber und Schulmeister an. Nebenbei war er als Kantor bei der Stadtpfarrkirche St. Laurentius tätig. Sichelbarth war wohl an der Bekehrung der verbliebenen Plattener Protestanten beteiligt. So berichtet die Stadtchronik von Platten, dass im Jahre 1669 der Pfarrer Hermann Mabam aus Cham und der Kantor Theodor Sichelbarth feuereifer Platten gänzlich vom Lutherischen Irrtum befreite. Um 1670 wurde Sichelbarth vom Kaiser als Grenzzolleinnehmer in Platten und Ungeldbereiter des Egerer Quartieres eingesetzt. Im Jahre 1689 hatte er auch das Amt des Stadtrichters von Platten übernommen. Über Sichelbarth ist außerdem bekannt, dass er als Dichter und Poetiker 1679 der Verfasser des Büchleins Der Leidend- und sterbende Jesus war. Bereits 1695 wird er damit in der Poetis Germanicis genannt. Sichelbarth starb 1710 in Platten. Sein Sohn war der zeitweise von der Herrschaft Czernin in Diensten stehende Einnehmer in Neudek und Kunstmaler Thaddäus Sichelbarth, der um 1696 vier große Ölbilder für das Rathaus in Elbogen anfertigte. Sichelbarths Enkel war der Jesuit, Missionar und Maler Ignaz Sichelbarth.

## Familie
Theodor Sichelbarth war verheiratet mit Sabina († 1717); aus der Ehe gingen folgende Kinder hervor:
- Anna Catharina († 1748); 1.⚭ 1687 Gabriel Franz Anton Hofmann († 1691), Grenzzoll- und Ungeldeinnehmer; 2.⚭ 1692 Mattheus Rosner, Zolleinnehmer und Stadtrichter.
- Christina; ⚭ 1691 Joseph Putz (1672–1730), Handelsmann, Blaufarbenwerksbesitzer und Bergwerkseigentümer.[7]
- Judas Thaddäus, Einnehmer in Neudek und Kunstmaler; ⚭ Francisca Maximiliana Sophia.
- Anna Regina († 1695); ⚭ 1691 Johann Heinrich Heintz (1665–1705), Handelsmann aus Irrgang.
- Johannes Paulus (* 1670)
- Maria Magdalena (* 1671)
- Cäcilia (1675–1699); ⚭ 1696 Carl Alexander Pessius († 1699), Kunstmaler aus Bisanz in Burgund.
- Johann Michael Ludovicus (* 1679; † 29. September 1689 in Platten), starb durch einen Messerstich in den Oberschenkel, den er sich durch einen unglücklichen Fall selbst zugefügt hatte.